# Зейберлиньш, Арманд Янович
А́рманд Я́нович Зе́йберлиньш (латыш. Armands Zeiberliņš, 13 августа 1965) — советский и латвийский футболист, выступавший на позиции полузащитника. Мастер спорта СССР (1984).

## Клубная карьера
Во взрослом футболе дебютировал в 1983 году выступлениями за «Звейниекс», в котором провёл один сезон, приняв участие в 14 матчах чемпионата.
Своей игрой привлёк внимание представителей тренерского штаба клуба СКА Ростов-на-Дону, к составу которого присоединился в начале 1984 года. Сыграл за клуб следующие четыре сезона.
С 1987 по 1988 год играл в составе «Шинника» и «Звейниекса».
В 1988 году заключил контракт с луцким «Торпедо», в составе которого провёл следующие три года. Большую часть времени был основным игроком команды.
После распада СССР не очень удачно выступал за российские, польские, шведские и израильские клубы. После этого в 1996 году вернулся на родину, где выступал за «Университет» Рига и «Металлург» Лиепая.
В 1998 году перешёл в украинский «Металлург» Запорожье, где быстро вступил в конфликт с руководством клуба и в течение 30 месяцев не играл за команду.
В 2001 году провёл два матча за «Волынь», но в итоге клуб не захотел платить 20 тыс. долларов, и Зейберлиньш покинул Луцк.
Завершил футбольные выступления в любительском рижском клубе «Монарх».

## Выступления за сборную
В 1985 году в составе молодёжной сборной СССР был участником домашнего чемпионата мира, на котором вместе с командой завоевал четвёртое место.
21 февраля 1993 года дебютировал в официальных матчах в составе национальной сборной Латвии в игре против сборной Дании. Всего провёл в форме главной команды страны 23 матча и забил 4 гола.

## Тренерская карьера
В 2014 году начал тренерскую карьеру в клубе «Даугава» Рига, в которой проработал один год.

## Достижения
- Чемпион УССР: 1989
- Обладатель Балтийского кубка: 1993, 1995
- Обладатель Кубка Латвии: 1993, 1996